# Серволь, Арно де
Арно́ (Реньо́) де Серво́ль (фр. Arnaud (Regnauld) de Cervole) по прозвищу Архипресвитер (фр. l'Archiprêtre), сеньор де Шатонёф-сюр-Шарант (с 1354 года) — французский военачальник эпохи Столетней войны, командир наёмников. Написание имени и фамилии в различных источниках варьируется: Arnaud или Arna(u)(l)t, Cervol(l)e(s) или Servol(l)e(s).

## Происхождение
По наиболее обоснованной гипотезе, впервые выдвинутой в 1931 году и развитой в 1995 году, Арно де Серволь происходил из рода Реньо (фр. Regnauld) в Ангумуа, известного с XII века, и был вторым из трёх сыновей Фулька II Реньо, сеньора Сен-Мари и Ла Судьер от его второй жены Петрониллы де Шатенье. Также у его отца были дети от первого брака. Серволь — название замка, принадлежавшего его матери. Оставаясь мирянином, Арно де Серволь являлся владетелем церковного феода Велина (религиозные функции исполняло за плату другое лицо), отсюда прозвище Архипресвитер, которое, впрочем, использовалось и в официальных документах наподобие титула.

## Семья
- Первая жена (с 1357 года) — Жанна де Грасе (фр. Jeanne de Graçay, ?—1360), вдова Андре де Шовиньи, сеньора Левру. Детей в браке не было.
- Вторая жена (с декабря 1362 года) — Жанна де Шатовийен (фр. Jeanne de Châteauvillain, около 1325—1389), одна из самых богатых наследниц Бургундии, дочь Жана III де Шатовийен и де Арк-ан-Барруа. Дети:
  - Филипп, бальи и камергер Карла VI.
  - Маргарита.

## Отражение в культуре
- Арно де Серволь (как «Архипресвитер и его бретонцы») неоднократно упоминается в поэтическом произведении Гийома де Машо «Правдивое ди» (в другом переводе — «Книга о действительно случившемся», около 1365).
- Второстепенный герой в романе Мориса Дрюона "Когда король губит Францию".
- Главный герой в новелле Жюльетты Бенцони «Арно-архиерей. Ужас Прованса и других краёв» из сборника «Искатели приключений: откровения истории» (1963).
- Второстепенный персонаж романа Жана-Франсуа Намьяса[фр.] «Дитя Всех святых. Перстень со львом» (1994).
- Персонаж в романе Майкла Крайтона «Стрела времени» (1998) и его экранизации (2003, режиссёр Ричард Доннер), где роль Арно де Серволя исполнил Ламбер Вильсон.